# Erik Olin Wright

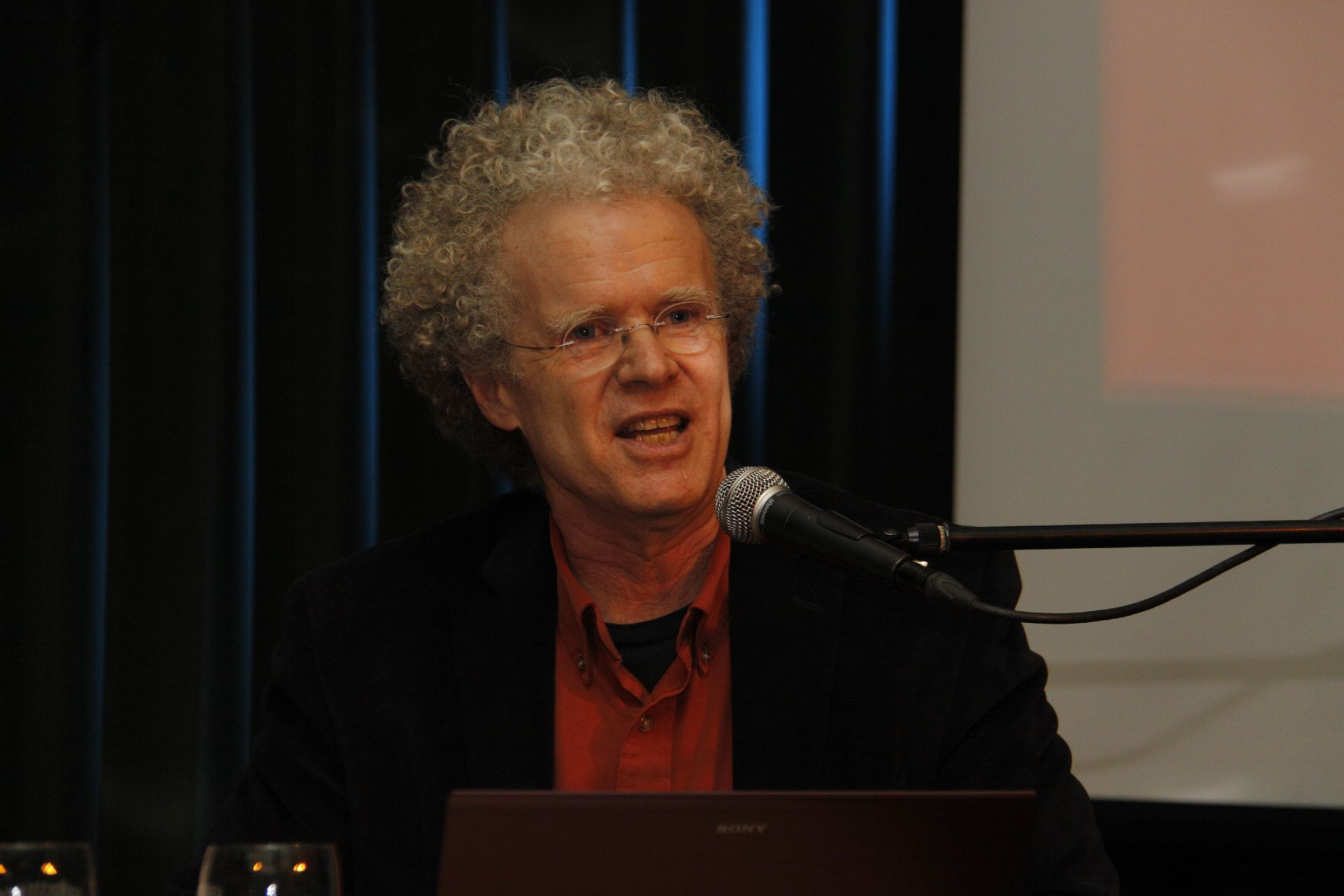
Erik Olin Wright (2011)

Erik Olin Wright (* 9. Februar 1947 in Berkeley, Kalifornien; † 23. Januar 2019) war ein US-amerikanischer Soziologe und Professor an der University of Wisconsin–Madison.

## Leben
Wrights Eltern waren Professoren der Psychologie. Sie setzten sich für die Bürgerrechtsbewegung sein, und Wright selbst nahm an der Marsch auf Washington für Arbeit und Freiheit teil und hörte dort auch die Rede I Have a Dream. Er engagierte sich bei den Protesten gegen den Vietnamkrieg.
Wrights Studienabschlüsse waren der B.A. in Social Studies am Harvard College (1968) und der B.A. in History am Balliol College in Oxford (1970) sowie der Ph.D. in Sociology an der University of California, Berkeley (1976). Ab 1976 lehrte er als Assistant Professor, ab 1980 als Associate Professor und seit 1983 als Full Professor am Department of Sociology in der University of Wisconsin-Madison.
Wichtiger Bezugspunkte seiner akademischen Forschung wurde der Marxismus. Wrights Hauptforschungsgebiet war die marxistische Klassentheorie. Originell an seiner Klassentheorie war, dass er die abhängig Beschäftigten nicht als ohnmächtig gegenüber der ausbeutenden Klasse verstand, sondern ihnen aufgrund ihrer „marketplace bargaining power“ und „workplace bargaining power“ durchaus Gestaltungsmöglichkeiten im Arbeitsverhältnis einräumte. Dabei richtete er sich gegen soziologische Theorien, die die Klassenfrage aus der Forschung verabschiedeten. Außerdem wollte er die Theorie einer Erneuerung und Erweiterung unterziehen. Im Gegensatz zu vielen anderen Forschern unternahm Wright dabei quantitative Forschungen. Sein Ziel war es dabei aufzuzeigen, dass Ausbeutung in der Systematik des Kapitalismus angelegt ist und somit gesellschaftliche Ungleichheit nicht von sich aus legitimiert werden kann. Es folgten groß angelegte, vergleichende Forschungsarbeiten zur Klassenstruktur und zum Klassenbewusstsein. Im Laufe der Jahre veränderte sich Wrights Fokus zusehends. Zu Beginn ging es ihm auch um das Aufzeigen von Herrschaft, später war diese als Voraussetzung gesetzt.
Für den Soziologen Oliver Nachtwey ist Wrights Buch Class Counts: Comparative Studies in Class Analysis, das 1997 erschien, „wohl die theoretisch und empirisch ambitionierteste Arbeit, die die marxistische Klassenanalyse im 20. Jahrhundert hervorgebracht hat“. Der 2023 erstmals ins Deutsche übersetzte Text Klasse verstehen stelle „so etwas wie das Opus minimum“ von Wrights jahrzehntelangem Schaffen dar und stelle dessen „integratives Modell der Klassenanalyse“ näher vor.
Wright gehörte zu einem Kreis von Forschern, deren Arbeits- und Forschungsweise als Analytischer Marxismus bekannt wurde.
Ab 1991 arbeitete er am Real Utopias Project. Es sind sieben Bände erschienen. Diese Arbeiten waren neben der Klasse sein zweites großes Arbeitsgebiet. Es ging ihm darum, antikapitalistische Wege innerhalb des Gegenwartskapitalismus darzustellen. Beispiele, die er heranzog und analysierte, waren Wikipedia und Genossenschaften.
2010 wurde Wright zum 103. Präsidenten der American Sociological Association gewählt. Dieses Amt übte er von 2011 bis August 2012 aus.
Die letzten Wochen vor seinem Tod am 23. Januar 2019 beschrieb Wright in einem Blog. Er starb an den Folgen einer akuten myeloischen Leukämie.

## Schriften (Auswahl)
- The Politics of Punishment: A Critical Analysis of Prisons in America. Harper and Row and Harper Colophon Books, New York 1973.
- Class, Crisis and the State. New Left Books, London 1978.
- Class Structure and Income Determination. Academic Press, New York 1979.
- Classes. Verso, London 1985.
- The Debate on Classes. Verso, London 1990.
- Class Counts: Comparative Studies in Class Analysis. Cambridge University Press, 1997.
- als Hrsg.: Approaches to Class Analysis. Cambridge University Press, Cambridge 2005.
- Envisioning Real Utopias. Verso, London 2010.
  - Reale Utopien. Wege aus dem Kapitalismus. Übersetzt von Max Henninger. Suhrkamp, Berlin 2017, ISBN 978-3-518-29792-6.
- mit Joel Rogers: American Society: How it really works. Norton, New York 2011.
- mit Robin Hahnel: Alternatives to Capitalism: Proposals for a Democratic Economy, New Left Project 2014.
  - Alternativen zum Kapitalismus. Vorschläge für eine demokratische Ökonomie. Bertz + Fischer, Berlin 2021, ISBN 978-3-86505-734-1.
- How to Be an Anticapitalist in the Twenty-First Century. Verso Books, London 2019, ISBN 978-1-78873-605-3.[15]
  - Linker Antikapitalismus im 21. Jahrhundert. Was es bedeutet, demokratischer Sozialist zu sein. Übersetzt von Tim Jack und Daniela Kreuels. VSA Verlag, Hamburg 2019, ISBN 978-3-96488-006-2.[16]
- Warum Klasse zählt. Aus dem Amerikanischen von Philipp Hölzing. Mit einem Nachwort von Oliver Nachtwey, Suhrkamp, Berlin 2023, ISBN 978-3-518-58808-6.

### Nachrufe
- Vivek Chibber: Erik Olin Wright (1947–2019). 24. Januar 2019. (jacobinmag.com)
- Tom Strohschneider: Sozialistischer Kompass, vertiefte Demokratie: Erik Olin Wright und die Realutopien. 25. Januar 2019. (oxiblog.de)
- Michael Brie: Durch reale praktische Utopien im Kapitalismus über ihn hinausgehen. (sozialismus.de)